# Wilson (village, New York)
Pour les articles homonymes, voir Wilson.
Ne doit pas être confondu avec Wilson (town, New York).
Wilson est un village du comté de Niagara, dans l'État de New York, aux États-Unis,. En 2010, il comptait une population de 1 264 habitants.

## Démographie
Lors du recensement de 2010, le village comptait une population de 1 264 habitants. Elle est estimée, en 2019, à 1 221 habitants.